# NGC 5186
NGC 5186 في الفهرس العام الجديد، هي مجرة، تقع في كوكبة العذراء. اكتشفت في 29 يونيو 1883 بواسطة إرنست هارتفيغ.

## روابط خارجية
- NGC 5186 على موقع ويكي سكاي: DSS2, SDSS, GALEX, IRAS, Hydrogen α, X-Ray, Astrophoto, Sky Map, Articles and images